# Ruta de don Quijote

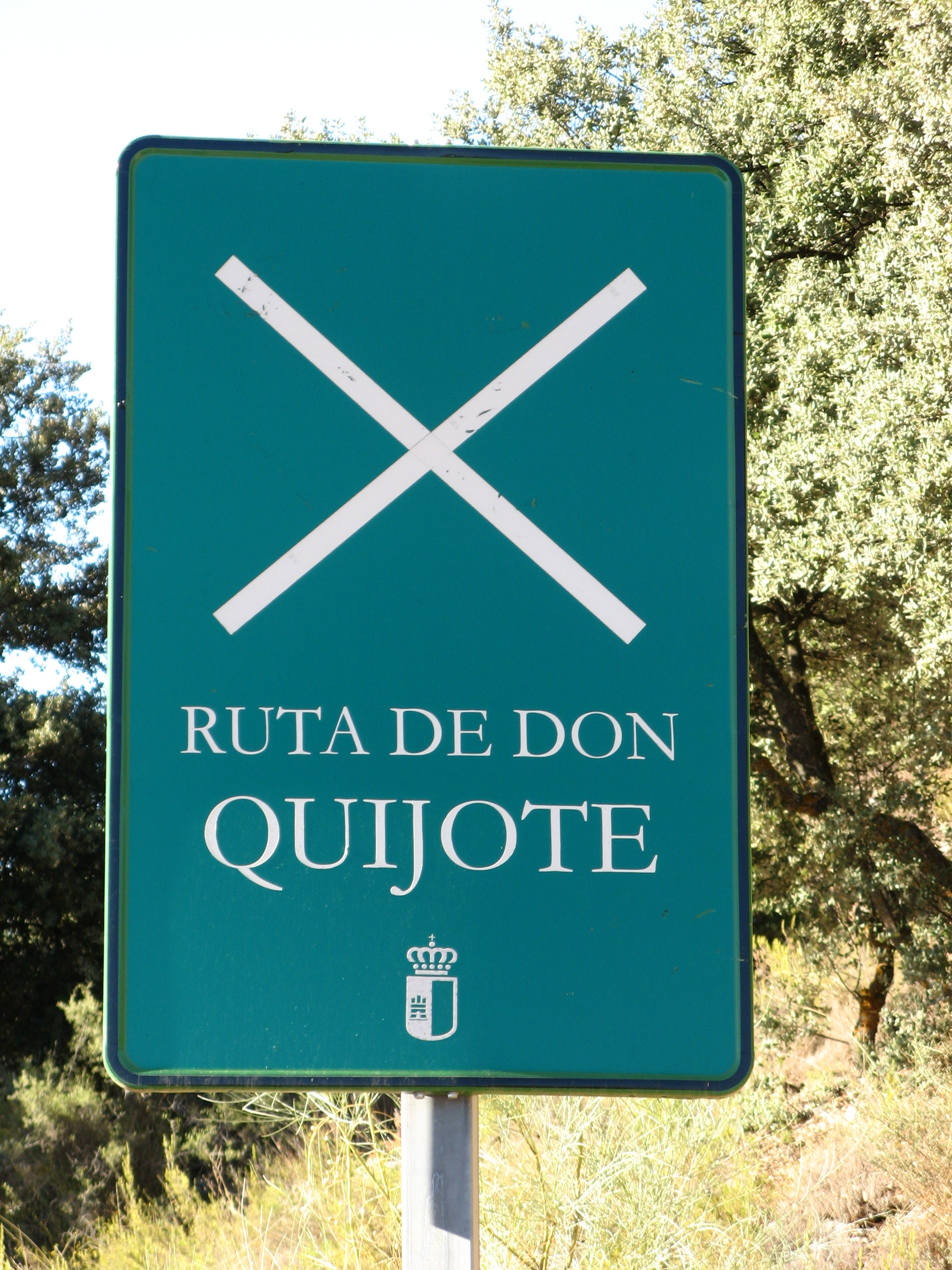
Señal de la Ruta de Don Quijote

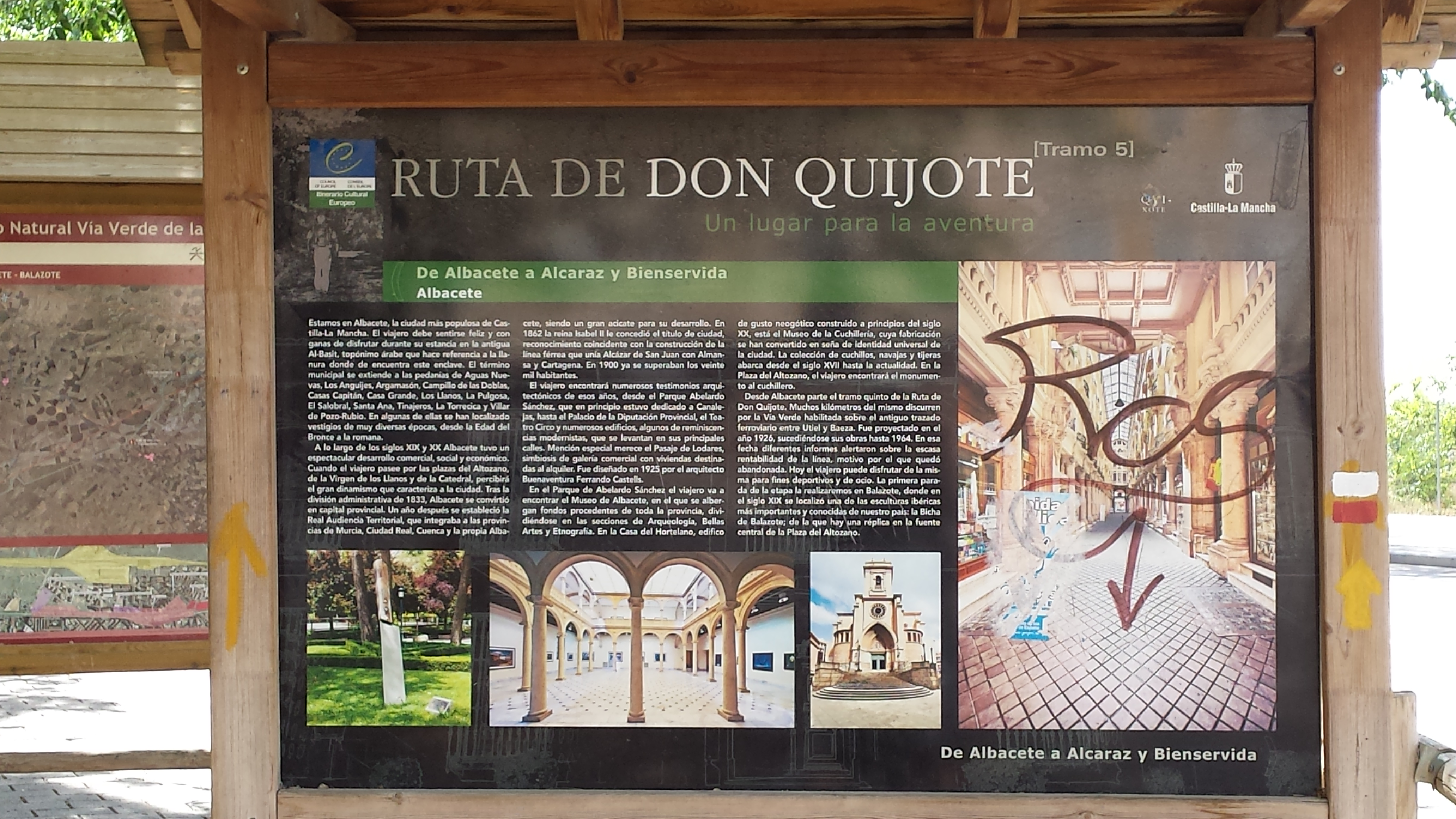
Ruta de Don Quijote a su paso por Albacete

Ruta de Don Quijote se refiere al recorrido que siguió el protagonista de la novela Don Quijote de la Mancha de Miguel de Cervantes en sus aventuras por tierras de La Mancha, fundamentalmente, así como de Aragón y Cataluña (España).
Su trazado ecoturístico oficial, declarado itinerario cultural europeo por el Consejo de Europa, tiene 2500 km de longitud y está constituido por una red de caminos históricos y vías pecuarias perfectamente señalizados que unen los lugares de mayor interés cercanos a los puntos mencionados en la novela, si bien este no sigue criterios estrictamente ligados a la obra literaria.
Las aventuras de Don Quijote han sido difundidas universalmente a través de las traducciones que se han hecho de la novela. En La Mancha, Don Quijote constituye todo un símbolo. Su leyenda ha generado un turismo cultural que permite contemplar la realidad social y geográfica que magistralmente describió Cervantes, considerado la máxima figura de la literatura española.

## Interpretaciones

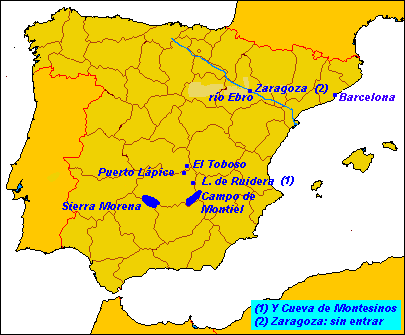
Algunos lugares mencionados en la novela Don Quijote

Desde el nacimiento del cervantismo en el siglo XVIII, ha habido cierta controversia en cuanto a la determinación de los lugares por los que el protagonista debió pasar en cada una de esas salidas. Varios autores han propuesto rutas, identificando los lugares que Cervantes describe. No obstante, esas descripciones no siempre parecen suficientes para sacar conclusiones definitivas.
José Romagosa Gironella propone y justifica además, como ruta más plausible, la aceptada por la Real Academia Española en 1780.[cita requerida]
Azorín trazó su particular ruta por encargo del director de El Imparcial en 1905.  En su libro, narra sus crónicas de viaje y los lugares en los que Cervantes se inspiró para narrar su obra.
Más recientemente, está la versión de La Asociación de Amigos del Campo de Montiel, de 1997.
Se han publicado varios mapas de la ruta o supuesta ruta, recogidos en un catálogo de exposición de la Biblioteca Nacional de España en 2005. Según esta fuente, el primer mapa fue el del primer cervantista, el inglés John Bowle (1781).

## Las aventuras de Don Quijote

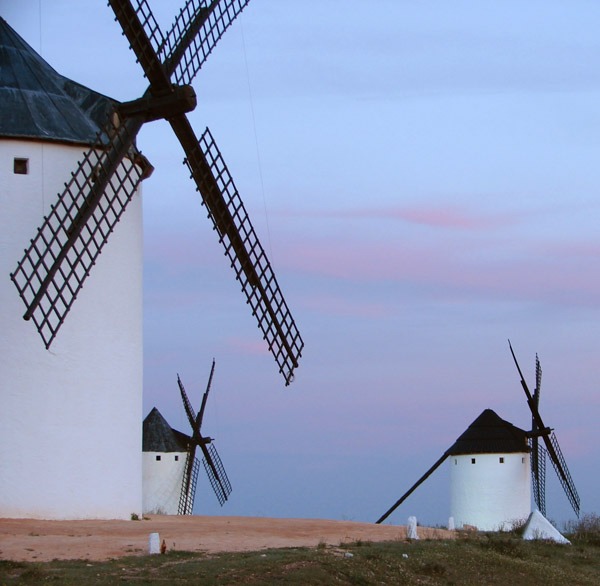
Molinos de Campo de Criptana

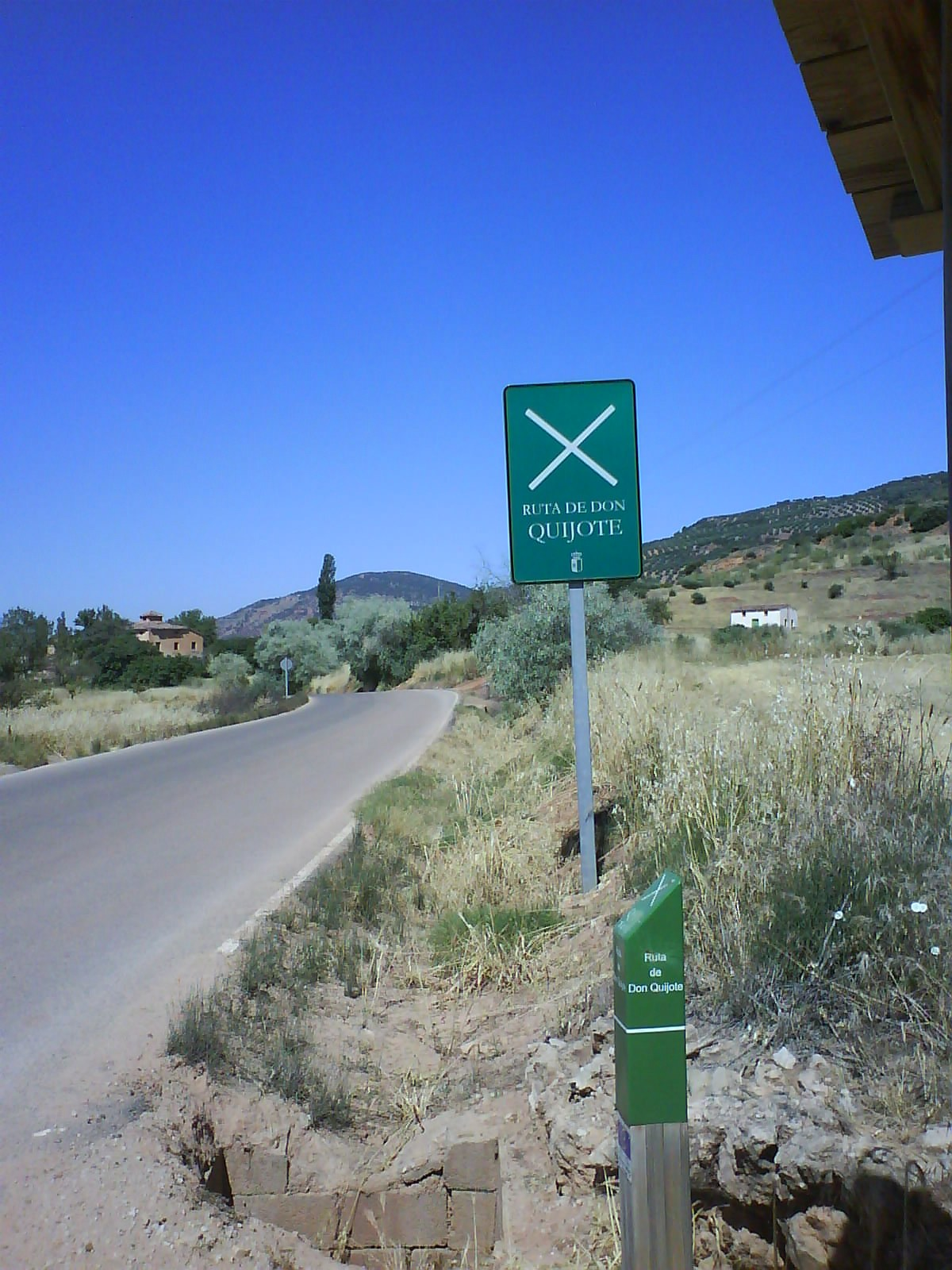
Hitos de la Ruta de Don Quijote cerca de Bienservida (Albacete)

A continuación se indican las conclusiones a las que llegaron Tomás López y Joseph de Hermosilla en lo que fue la primera propuesta de la ruta de Don Quijote, publicada en la edición de El ingenioso hidalgo Don Quijote de la Mancha de 1780 por la Real Academia Española:

### Primera salida (La Mancha)
- Don Quijote es nombrado caballero andante.
- El muchacho Andrés.
- Don Quijote duda qué camino tomar

### Segunda salida (elCampo de Montiel)
- Los molinos de viento que creyó que eran gigantes.
- Los frailes.
- El entierro de Grisóstomo.
- Los yangüeses.
- El bálsamo de Fierabrás.
- Batalla de las ovejas.
- Don Quijote recibe el apodo de Caballero de la Triste Figura.
- Los batanes.
- Batalla con el barbero.
- Liberación de los galeotes.
- Ocultamiento en Sierra Morena.
- Don Quijote hace penitencia.
- Cardenio y Dorotea.
- Encomienda a Sancho.
- Princesa Micomicona.
- En la venta (encuentro con Luscinda y Don Fernando, el cautivo y Zoraida, el oidor, Doña Clara y Don Luis, pendencia con los cuadrilleros).
- Quijote enjaulado.
- El canónigo y pendencia con el cabrero.
- Vuelta a casa enjaulado, donde la ama y su sobrina cuidan de él.

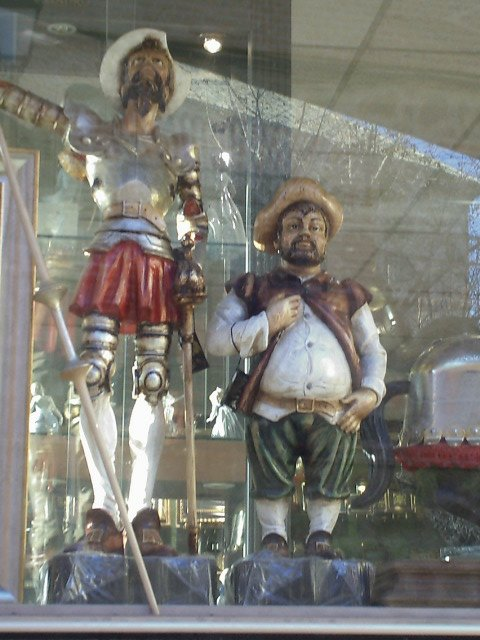
Don Quijote y Sancho Panza en un escaparate de Toledo

### Tercera salida (La Mancha,AragónyCataluña)

#### La Mancha
- Encuentra a Dulcinea.
- El carro de las cortes de la muerte.
- El caballero del bosque.
- Los leones.
- Las bodas de Camacho.
- La cueva de Montesinos.
- El rebuzno.
- Los títeres. Maese Pedro.
- La enfermedad y muerte de Don Quijote de la Mancha

#### Barcelonay regreso
- La batalla del Caballero de la Blanca Luna.
- Los cerdos.
- Palacio desde el que regresó a su pueblo.
- Fin de la obra

## Principales localidades

En rojo el territorio que ocupaba la región natural de La Mancha respecto de la comunidad autónoma de Castilla-La Mancha, según la descripción de Pascual Madoz (1848)

Sea cual sea la ruta que Cervantes imaginó para su personaje, lo cierto es que la gran mayoría de las aventuras transcurren en La Mancha. Por ello, cualquier recorrido que permitiera descubrir el alma manchega y sus tradiciones, bien podría considerarse la ruta de Don Quijote.

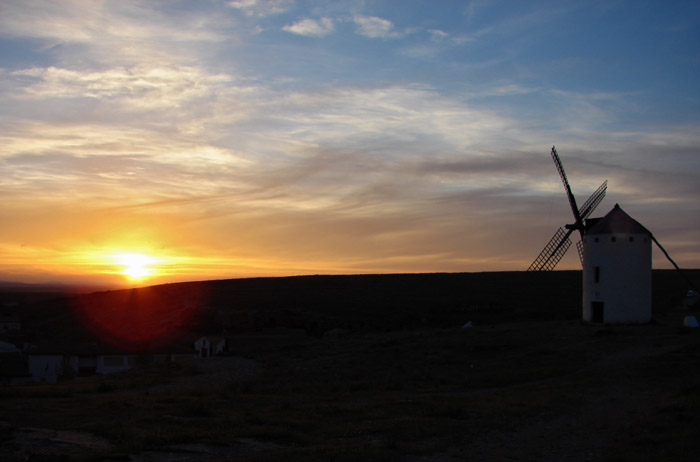
Ruta de Don Quijote al atardecer

Estas son algunas de las localidades más importantes que atraviesa el trayecto, si bien algunas de ellas no pertenecen estrictamente a La Mancha, como Sigüenza (Guadalajara) o Toledo. En la mayoría de ellas existe, además, la posibilidad de obtener información sobre cualquier aspecto de la ruta.
- En Castilla-La Mancha: Albacete, Alcaraz, Alcázar de San Juan, Almagro, Argamasilla de Alba, Belmonte, Bolaños de Calatrava, Calzada de Calatrava, Ciudad Real, Consuegra, Campo de Criptana, Daimiel, El Toboso, Esquivias, Aliaguilla, Manzanares, Mota del Cuervo, Orgaz, Ossa de Montiel, Puerto Lápice, Puebla del Príncipe, Ruidera, San Clemente, Sigüenza, Tembleque, Tomelloso, Toledo, Torralba de Calatrava, Valdepeñas, Villahermosa, Villanueva de los Infantes, Villarrobledo, Villarrubia de los Ojos, Villanueva de la Fuente y Villarta de San Juan.[cita requerida]
- Zaragoza (alrededores).
- Barcelona.

## El itinerario ecoturístico
Con motivo del IV centenario de la publicación de la primera parte del Quijote (1605-2005), el Gobierno de Castilla-La Mancha publica una ruta ecoturística de 2500 km que abarca una buena parte de la geografía castellano manchega. Está pensada para hacerse en caballo o bicicleta y las etapas a pie deberían dividirse en dos partes. El objetivo es recorrer todos los lugares que visitó el Quijote apartándose de las carreteras. Se puede dividir en diez tramos, cada uno de los cuales consta de varias etapas.
- Tramo 1. Toledo-San Clemente, 501 km, 10 etapas.
- Tramo 2. San Clemente-Villanueva de los Infantes, 267.2 km, 6 etapas.
- Tramo 3. Villanueva de los Infantes-Almagro, 238,3 km, 5 etapas.
- Tramo 4. Alcudia-Campo de Calatrava, 306,7 km, 8 etapas
- Tramo 5. Albacete-Bienservida, 179 km, 4 etapas
- Tramo 6. La Roda-Villamanrique, 334,3 km, 8 etapas.
- Tramo 7. Campo de Criptana-La Solana, 129 km, 3 etapas.
- Tramo 8. Almagro-Mascaraque, 363,6 km, 8 etapas.
- Tramo 9. Esquivias-Carranque, 28 km, 1 etapa.
- Tramo 10. Hoz del Río Dulce-Atienza, 87,8 km, 3 etapas.

La Ruta de Don Quijote, con un presupuesto en su día de 40 millones de euros procedentes de la Junta de Castilla-La Mancha y que recorre unos 148 municipios, se convirtió durante un tiempo en itinerario cultural europeo, después del Camino de Santiago (1987) y las Rutas del legado andalusí, (1997), formando parte de una lista de los que han llegado a ser 45 itinerarios culturales europeos, como El Itinerario Mozart, la Ruta de los Celtas, la Ruta Vikinga, la Ruta de los Fenicios, la Ruta del Olivo o la de las Abadías cistercienses, pero en la evaluación 2011-2012 se retiró de la lista. por incumplimiento de la Resolución CM/Res(2010)52 sobre las reglas de concesión de la mención «Itinerario cultural del Consejo de Europa».